# Teresa z Lisieux
Święta Teresa od Dzieciątka Jezus i Najświętszego Oblicza, znana też jako Mała Teresa, Mały Kwiatek; właśc. fr. Marie Françoise Thérèse Martin (ur. 2 stycznia 1873 w Alençon, Francja, zm. 30 września 1897 w Lisieux) – francuska karmelitanka bosa (OCD), córka świętych Ludwika i Marii Martin, dziewica, siostra służebnicy Bożej Leonii Martin, święta Kościoła katolickiego oraz doktor Kościoła.

## Życiorys

### Dzieciństwo
Teresa Martin urodziła się jako ostatnia z dziewięciorga dzieci Zelii Guérin i Ludwika Martin. Jej ojciec był zegarmistrzem, matka zaś koronkarką. Rodzice byli pobożnymi ludźmi. Ludwik miał zostać mnichem, lecz z powodu braku znajomości języka łacińskiego nie został przyjęty do zakonu. Matka chciała wstąpić do zakonu Sióstr Miłosierdzia św. Wincentego à Paulo, ale jej kandydatura została odrzucona ze względu na problemy z oddychaniem i nawracające bóle głowy. Ludwik i Zelia poznali się w 1858, a trzy miesiące później wzięli ślub. Mieli dziewięcioro dzieci, z których tylko pięć córek – Marie, Pauline, Leonie, Céline i Thérèse – dożyło wieku dorosłego.
Biznes koronkarski Zelii był na tyle dochodowy, że Louis sprzedał swój sklep zegarmistrzowski siostrzeńcowi i zaczął współpracować ze swoją żoną. Zelia zmarła na raka piersi w 1877, kiedy Teresa miała zaledwie cztery lata. W listopadzie jej ojciec sprzedał warsztat koronkarski i przeniósł się do Lisieux w Normandii, gdzie mieszkał brat Zelii, Izydor Guérin, z zawodu farmaceuta.
Gdy Teresa skończyła osiem lat, rozpoczęła naukę w szkole klasztornej sióstr benedyktynek. Rok później jej siostra Paulina, z którą była zżyta, wstąpiła do miejscowego klasztoru karmelitanek. Także Teresa chciała być członkinią tego zgromadzenia, ale z powodu młodego wieku nie została przyjęta. W czternastym roku życia, gdy jej kolejna siostra Maria wstąpiła do tego samego zgromadzenia, ponownie starała się wstąpić do Karmelu, ale bezskutecznie. Następnie razem z ojcem odbyła pielgrzymkę do Rzymu, gdzie podczas audiencji generalnej poprosiła papieża Leona XIII, aby ten wprowadził ją do zakonu w piętnastym roku życia. Na jej prośbę papież powiedział: „Cóż, moje dziecko, rób to, co powiedzą przełożeni”.

### Karmel
9 kwietnia 1888 wstąpiła do Karmelu w Lisieux, przyjmując imię Teresa od Dzieciątka Jezus, do którego 10 stycznia 1889, w dniu obłóczyn rozpoczynających nowicjat, dodała predykat „od Najświętszego Oblicza”. W ceremonii obłóczyn uczestniczył jej ojciec. 8 września 1890 złożyła śluby zakonne. Rok później odkryła „małą drogę dziecięctwa duchowego”. Pragnęła, by jej życie stało się aktem doskonałej miłości, a cierpienie możliwością jej pogłębienia i wykazania. W lutym 1893 została mistrzynią nowicjatu. 29 lipca 1894, po kilku latach walki z chorobą będącą następstwem udaru mózgu, zmarł jej ojciec.

### Autobiografia

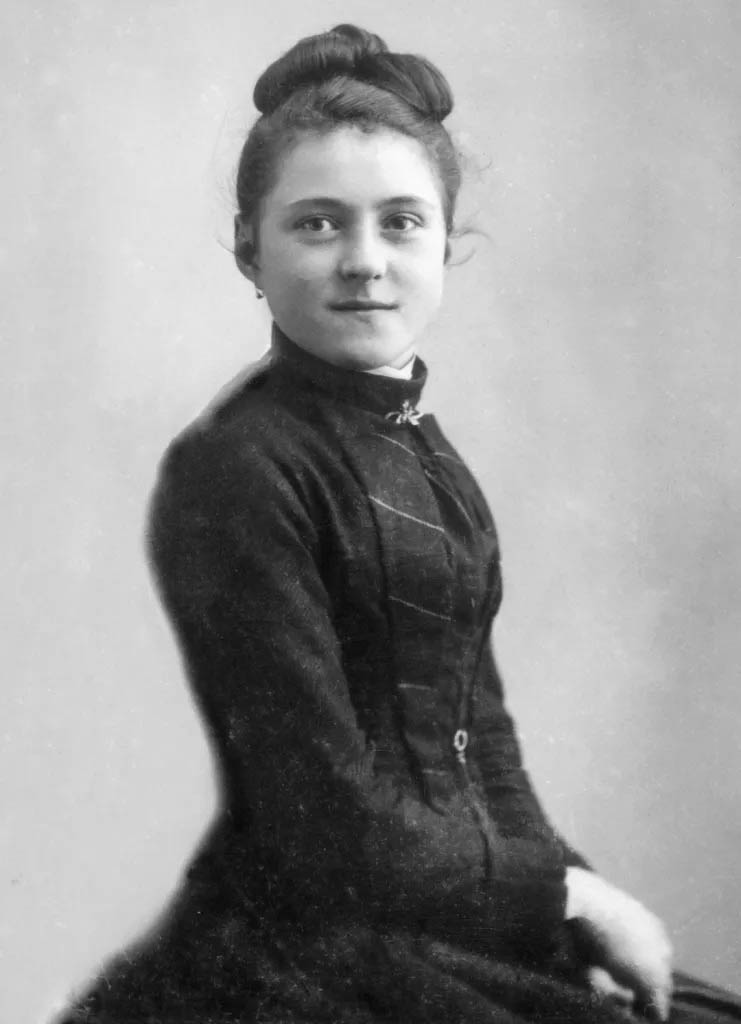
Teresa w wieku 15 lat (1888)

Pod koniec 1894 matka Agnieszka od Jezusa (będąca jednocześnie jej rodzoną starszą siostrą Pauliną) poprosiła ją, by spisała wspomnienia z dzieciństwa (rękopis „A”). W następnym roku Teresa została duchową siostrą kleryka, który przygotowywał się do misji. Pierwszy rękopis „A”, wraz z jej kolejnymi rękopisami „B” (spontaniczny list do Jezusa, wyrażający głęboką miłość) i „C” (opisujący życie zakonne) opublikowane po jej śmierci, stanowią autobiografię.
Autobiografia św. Teresy, zatytułowana później „Dzieje duszy”, należy do klasyki karmelitańskiej.

### Choroba i śmierć
Rankiem w Wielki Piątek 1896 r. pojawił się pierwszy krwotok z płuc, objaw zaawansowanej gruźlicy. Z powodu choroby nie mogła skorzystać z zaproszenia do ośrodka karmelitańskich misjonarzy w ówczesnych Francuskich Indochinach, gdzie miała wyjechać tworzyć nowy Karmel w Hanoi.
W lipcu 1897 została przeniesiona do klasztornego szpitala, gdzie zmarła 30 września w wieku 24 lat. Została pochowana na miejskim cmentarzu w Lisieux, na którym jej wuj wykupił koncesję na pochówki dla karmelitanek. Doczesne szczątki Teresy spoczywają dziś w bazylice pod jej wezwaniem, konsekrowanej w 1954 r. w Lisieux.

## Beatyfikacja i kanonizacja
29 kwietnia 1923 papież Pius XI ogłosił ją błogosławioną, a 17 maja 1925 dokonał jej kanonizacji, nazywając ją jednocześnie gwiazdą swojego pontyfikatu.

## Dzień obchodów
W 1927 roku jej święto zostało ustanowione na 3 października. W zwyczajnej formie rytu rzymskiego wspomnienie obchodzi się 1 października, dzień po rocznicy śmierci świętej.

## Patronat
Od 14 grudnia 1927 jest główną patronką misji katolickich (obok św. Franciszka Ksawerego).
W roku 1944 Pius XII ogłosił św. Teresę drugą, obok św. Joanny d’Arc, patronką Francji.
Jest również patronką zakonów: karmelitanek, karmelitanek Dzieciątka Jezus oraz terezjanek (Zgromadzenia Sióstr świętej Teresy od Dzieciątka Jezus, CST).
W Polsce patronuje archidiecezji łódzkiej.
Patronuje również chorym na AIDS.

## Tytuł doktora Kościoła
30 września 1997, w setną rocznicę jej śmierci, papież Jan Paweł II nadał jej tytuł doktora Kościoła powszechnego. Św. Teresa jest najmłodszym doktorem Kościoła w historii, a także 3 kobietą z kolei, której przyznano ten tytuł (obok św. Teresy z Avili i św. Katarzyny ze Sieny). W 2012 czwartą kobietą doktorem została Hildegarda z Bingen.

## Ikonografia i atrybuty
W ikonografii św. Teresa przedstawiana jest na podstawie autentycznych fotografii.
Jej atrybutami są: Dziecię Jezus, księga, pęk róż, pióro pisarskie.

## Relikwie
Relikwie świętej peregrynują po całym świecie. W 2005 roku, od 1 maja do 15 sierpnia, były w Polsce.

## Bazylika Świętej Teresy w Lisieux

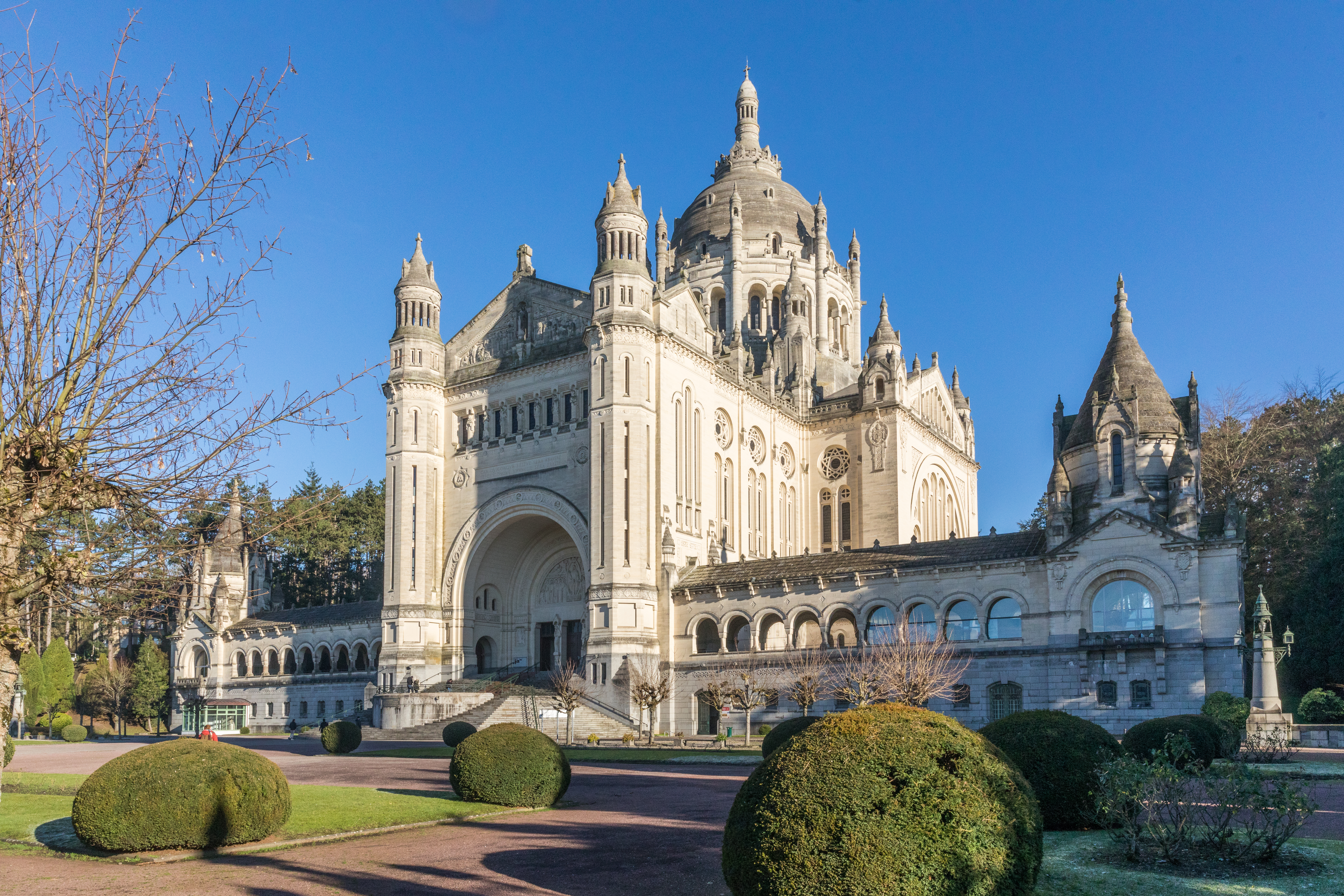
Bazylika św. Teresy w Lisieux

11 lipca 1954 konsekrowano bazylikę w rodzinnym mieście św. Teresy. Pierwotnie bazylika została poświęcona w 1937 przez kardynała Pacellego, późniejszego papieża Piusa XII. W świątyni znajduje się cztery tysiące miejsc siedzących. Do Lisieux rocznie pielgrzymuje ponad dwa miliony ludzi.